# Lepton (mynt)

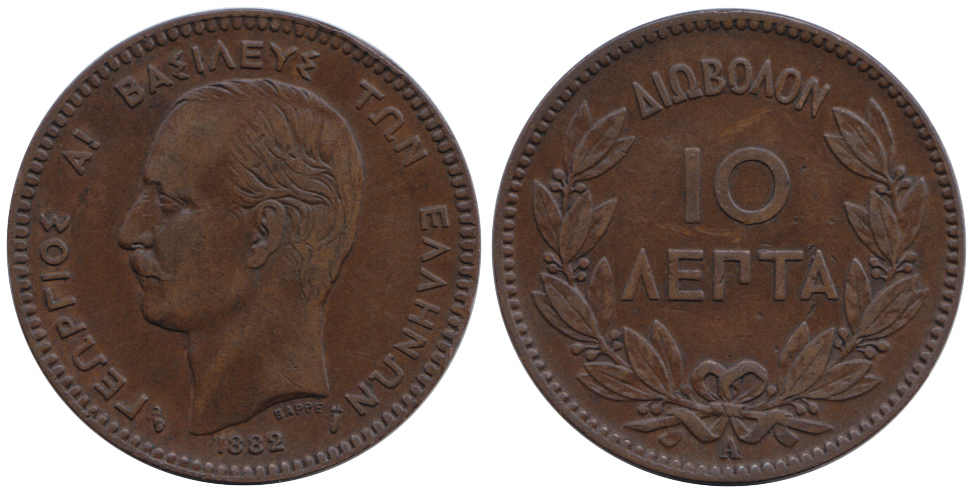
10 lepton (lepta) 1882, Georg I, koppar.

Lepton var en myntenhet i Grekland 1828-2002. 
100 lepton motsvarade 1828-1831 1 phoenix, därefter från 1831 1 drachme.
I Bibeln nämns detta mynt i Markus 12:42 och Lukas 21:2, vilket i 1917 års kyrkobibel översätts med en skärv och i Bibel 2000 en kopparslant.